# آرآراس شکلتون
آرآراس شکلتون (به انگلیسی: RRS Shackleton) یک کشتی است که طول آن ۶۵٫۷۸ متر (۲۱۵٫۸ فوت) می‌باشد. این کشتی در سال ۱۹۵۴ ساخته شد.